# Lichte
Lichte är en ortsteil i staden Neuhaus am Rennweg i Landkreis Sonneberg i förbundslandet Thüringen i Tyskland. Lichte var en kommun fram till 1 januari 2019 när den uppgick i Neuhaus am Rennweg. Kommunen Lichte hade 1 526 invånare 2018.